# That Cold Day in the Park
Pour plus de détails, voir Fiche technique et Distribution.
That Cold Day in the Park est un film américain réalisé par Robert Altman et sorti en 1969.

## Synopsis
That Cold Day in the Park est un thriller psychologique de 1969 réalisé par Robert Altman, adaptation du roman éponyme de Peter Miles par Gillian Freeman. Le film a été tourné à Vancouver. Le film a été projeté au Festival de Cannes en 1969, hors compétition.
À Vancouver, par une journée pluvieuse, Frances, une bourgeoise trentenaire et renfermée aperçoit dans un parc, à travers sa fenêtre, un jeune homme solitaire. Elle recueille et abrite cet invité inattendu, apparemment muet. Un jeu de secrets et de manipulation s'installe entre eux…

## Fiche technique
- Titre original : That Cold Day in the Park
- Réalisation : Robert Altman
- Scénario : Gillian Freeman
- Musique : Johnny Mandel
- Producteurs associés : Donald Factor, Leon Mirell
- Sociétés de production : Commonwealth United Entertainment
- Pays d’origine :  États-Unis Canada
- Langue : anglais
- Format : couleur par Metrocolor — son monophonique — Panavision : 
  - Version 35 mm — 2.35:1
- Durée : 113 minutes

## Distribution
- Sandy Dennis - Frances Austen
- Michael Burns - Le garçon
- Susanne Benton - Nina
- David Garfield - Nick
- Luana Anders - Sylvia
- Edward Greenhalgh - Le docteur
- Alicia Ammon - Mrs. Pitt
- Lloyd Berry - Mr. Parnell
- Rae Brown - Mrs. Parnell
- Linda Sorenson - La prostituée
- Frank Wade - Mr. Ebury
- Michael Murphy - le mac

## Tournage
- Année prises de vue : octobre 1968
- Extérieurs : Vancouver (Canada)

## Autour du film
- Jack Nicholson, attiré par le sujet, insista auprès de Robert Altman pour obtenir le rôle, mais le réalisateur le trouvait trop âgé [1].
- Luana Anders qui tient le rôle de la prostituée que Frances "offre" au garçon, venait de s'illustrer dans l'horreur et le psychédélisme avec Francis Ford Coppola dans Dementia 13 et Roger Corman dans The Trip[2].
- Robert Altman engagea la comédienne  Sandy Dennis pour sa ressemblance avec Jeanne Moreau qu'il avait particulièrement apprécié dans La mariée était en noir de François Truffaut[3]..